# 伊藤存
伊藤 存（いとう ぞん、1971年 - ）は大阪府出身の日本の現代美術作家である。京都市立芸術大学美術学部美術科卒業。
意識上に想起し間もなく移ろいゆくイメージの経緯を刺繍や映像、立体等、幅広いメディアを使用し、作品化して発表している。青木陵子とコラボレートした映像作品も多数。2001年咲くやこの花賞美術部門受賞。

## 主な活動
- 2000年 - 「山並ハイウェー」児玉画廊、大阪
- 2001年
  - 「ぶらぶらリキッド」児玉画廊、大阪
  - 「ZON ITO EXHIBITION」オン・サンデーズ (ワタリウム美術館), 東京
  - 「KYOTO×AMSTERDAM - New Directions -」京都芸術センター, 京都 / 巡回：Sundberg 2, St. Nicholas Chapel, PARADISOの3会場, アムステルダム (2002)
  - 「横浜トリエンナーレ2001」パシフィコ横浜展示ホール, 神奈川
  - 「VOCA展 2001」上野の森美術館, 東京
- 2002年
  - 「Alchemist Meeting」京都芸術センター, 京都
  - 「逆跳び逆躍び」コオジオグラギャラリー, 名古屋
  - 「Private Luxury」萬野美術館, 大阪
  - 「日常茶飯美」水戸芸術館, 茨城
  - 「Art in Transit」パレスサイドホテル, 京都
- 2003年
  - 「きんじょのはて」ワタリウム美術館, 東京
  - 「Slow Painting」大和ラジエーターファクトリー・ビューイングルーム広島
  - 「How Latitudes Become Forms」Walker Art Center, ミネアポリス
- 2004年
  - 「Veins」Konrad Fischer Gallery, デュッセルドルフ
  - 「アートがあれば」東京オペラシティーアートギャラリー, 東京
- 2005年
  - 「Key of your Fountain」児玉画廊, 大阪
  - 「縫う人 - 針仕事の豊かな時間」ボーダレス・アートギャラリー NO-MA, 近江八幡
  - 「第11回 インドトリエンナーレ」ラビンドラ・バワン・ギャラリー, ニューデリー
- 2006年
  - 「三つの個展：伊藤存×今村源×須田悦弘」国立国際美術館, 大阪
  - 「Pschic Scope」space *C, ソウル
  - 「夢の中の自然」群馬県立館林美術館, 群馬
- 2007年
  - 「NEW TOWNのスペース」リトルモア地下, 東京「La Chaine」BankART1929, 横浜
  - 「見えない地平線を探して」岡本太郎記念館, 東京
  - 「森としての絵画：「絵」の中で考える」岡崎市美術博物館, 愛知
- 2008年
  - 「バイ-バイ-エックス」児玉画廊｜東京
  - 「ライフがフォームになるとき：未来への対話 /ブラジル、日本」サンパウロ近代美術館
  - 「ネオテニー・ジャパン - 高橋コレクション」鹿児島県霧島アートの森巡回：札幌芸術の森美術館
  - 「第三届南京三年展（第三回南京トリエンナーレ）」南京南視覚美術館
- 2009年
  - 「四月パカ」タカ・イシイギャラリー, 東京
  - 「CAMP」コンラート・フィッシャーギャラリー, デュッセルドルフ, ドイツ
  - 「睡蓮池のほとりにて～モネと須田悦弘、伊藤存」アサヒビール大山崎山荘美術館, 京都
  - 「Stitch by Stitch 針と糸で描くわたし」東京都庭園美術館
  - 「Louisa Bufardeci & Zon Ito」シドニー現代美術館
  - 「MOTコレクション 夏の遊び場 - しりとり、ままごと、なぞなぞ、ぶらこ」東京都現代美術館
  - 「ネオテニー・ジャパン - 高橋コレクション」上野の森美術館, 東京巡回：新潟県立近代美術館, 秋田県立近代美術館, 米子市美術館(-2010年)
  - 「第三届南京三年展（第三回南京トリエンナーレ）」南京南視覚美術館
- 2010年
  - 「プライマリー・フィールド Ⅱ: 絵画の現在 ─ 七つの〈場〉との対話」神奈川県立近代美術館 葉山
  - 「ネオテニー・ジャパン - 高橋コレクション」巡回：愛媛県美術館
  - 「BEPPU PROJECT 2010 アート,ダンス,建築,まち」platform06, 別府市, 大分
  - 「カオス*ラウンジ 2010」高橋コレクション日比谷, 東京

## 代表作
- 「picnic」国立国際美術館蔵

## その他
- 一青窈「一青想」　ジャケットデザインを担当
- She's Pippi「She's Pippi」　ジャケットデザインを担当
- 反重力音楽グループ ジョニー　ギタリストとして参加
- 山/完全版　ギタリストとして参加